# Alloporus rhodesianus
Alloporus rhodesianus är en mångfotingart som beskrevs av Chamberlin 1927. Alloporus rhodesianus ingår i släktet Alloporus och familjen Spirostreptidae. Inga underarter finns listade i Catalogue of Life.